# Ostoja Pruska
Ostoja Pruska (Lniski II, Ostoja odmienny) – pruski herb szlachecki, używany m.in. na Kaszubach, przez niektórych badaczy uznawany, zapewne niesłusznie, za odmianę Ostoi. Herbem tym pieczętowały się dwa niespokrewnione ze sobą rody: Finków i Skrzeszewskich (oraz pochodzący od nich Lniscy).

## Opis herbu
Opis z wykorzystaniem klasycznych zasad blazonowania:
Ostoja Pruska (Lniski, Ostoja odmienny): W polu błękitnym dwa księżyce barkami do siebie w pas, złote, nad którymi takaż gwiazda. Klejnot: Nad hełmem w koronie samo godło. Labry: błękitne, podbite złotem.
Według Dachnowskiego identyczny był herb Lniski, ale miał dodatkowo dewizę UTRAQUE DUCE.
Wariant tego herbu, przysługujący Sultzen-Skrzyszewskim, nazywany Skrzeszewski (Skryszewski, Skrzyszewski, Sultzen-Skryszewski, Lniski odmienny, Ostoja Odmienny) przedstawiał samą tarczę Ostoi Pruskiej, z księżycami z twarzą, nakrytą koroną szlachecką, bez klejnotu, hełmu i labrów.
Znana jest też odmiana Ostoi Pruskiej, gdzie w klejnocie była sama gwiazda, zaś półksiężyce wyobrażono z twarzą.

## Najwcześniejsze wzmianki
Ostoja Pruska znana była już Dachnowskiemu (Herbarz szlachty Prus Królewskich..., ok. 1620), ponadto przytoczyli ją m.in. Niesiecki (Korona polska, 1728, jako herb Fincków), Ostrowski (Księga herbowa rodów polskich 1897, 1906) i Chrząński (Tablice odmian herbowych, 1909). Wariant Sultzen-Skrzyszewskich pochodzi z tzw. "Nowego Siebmachera". Wariant herbu z klejnotem w postaci samej gwiazdy pochodzi z nagrobka w ponorbertańskim kościele w Żukowie.

## Rodzina Skrzeszewskich
Mało znana rodzina szlachecka, wywodząca się ze wsi Skrzeszewo Żukowskie. Protoplastą rodu był być może Henryk Scholcze (Heinrich Scholcze), który otrzymał w 1349 roku Skrzeszewo na prawie magdeburskim od komtura gdańskiego Henryka von Rechter. Skrzeszewscy używali przydomka Sulczen (Sultzen), będącego być może reminiscencją przezwiska (bądź stanowiska, Schulze znaczy po niemiecku sołtys) przodka. Pierwsza wzmianka dotycząca nazwiska Skrzeszewski pochodzi z 1571 (Stentzeslaus, Joannes et Andreas Szkrziesziewski). Pod koniec XVI właścicielkami jednej trzeciej Skrzeszewa były "panny Skrzeszewskie" - Dorota i Katarzyna wraz z braćmi. Po śmierci braci w 1602, panny zapisały swój dział we wsi klasztorowi norbertanek w Żukowie. O dział ten toczył później spór sądowy z norbertankami w 1629 jakiś Lniski, mający wcześniej nazywać się Skrzeszewski. Fakt ten oraz identyczność herbów Lniskich i Skrzeszewskich, zdaje się wskazywać na bliskie pokrewieństwo obu rodzin używających Ostoi Pruskiej. W wieku XVII rodzina nie posiadała już żadnych działów w gnieździe ani w innych dobrach na Pomorzu. Jednak wzmianki o rodzie sięgają jeszcze kolejnego wieku: Katarzyna Skrzeszewska z domu Pawłowska figuruje w aktach hipotecznych Zbrachlina w połowie XVIII wieku, zaś Żernicki podaje, że Skrzeszewscy służyli w armii pruskiej. Ponadto, według Ledebura, mieli Skrzeszewscy w 1727 dobra we wsi Krissau (Skrzeszewo). Informacja ta jest zapewne błędna.

## Rodzina Lniskich
Rodzina biorąca swoje nazwisko od wsi Lniska w powiecie gdańskim. Jest to gałąź rodziny Skrzeszewskich. Pierwszym znanym jej członkiem jest być może Krzysztof Lniski, wzmiankowany w 1484. W roku 1526 Piotr Lniski otrzymał nowy przywilej królewski na Lniska. Znaczenie i stan posiadania rodziny wzrosły w XVII wieku. W skład ich dóbr weszła m.in. Brodnica Górna, która stała się ważnym ośrodkiem rodu. W owym czasie Lniscy pojawili się też w innych regionach Rzeczypospolitej. Członkowie rodu pełnili funkcje ławników i sędziów mirachowskich. Michał Władysław Lniski (zm. 1777) był ławnikiem tczewskim, wicewojewodą pomorskim i konfederatem barskim. Córka ławnika mirachowskiego Jana Lniskiego (zm. 1725), Konstancja, była matką Józefa Wybickiego.

## Kwestia powiązania z Ostoją
Herb Ostoja Pruska ma wspólne elementy z polskim herbem Ostoja. Są nimi dwa półksiężyce w identycznym układzie, oraz umieszczenie dodatkowego godła pomiędzy nimi. Fakt ten, czego wyrazem jest nadanie nazwy Ostoja Pruska, spowodował, że część polskich heraldyków jest skłonna uważać ten herb za odmianę Ostoi. Jest to zgodne z elementem polskiej tradycji heraldycznej, wedle której niektóre herby, nawet niepowiązane, klasyfikowano w obrębie jednej rodziny odmian, tylko na podstawie podobieństwa wyglądu. Jeden z pierwszych polskich herbarzy przytaczających ten herb, Kaspra Niesieckiego, przy rodzinie Fincków opisuje jak wyżej herb Ostoja Pruska, ale nazywa go Ostoją. Ostoja Pruska jest odmianą Ostoi m.in. według Przemysława Pragerta, Alfreda Znamierowskiego i Juliusza Karola Ostrowskiego, natomiast jako herb niepowiązany klasyfikuje ją m.in. Tadeusz Gajl.

## Herbowni
Finkе (Finckе, Finck von Finckenstein), Lniski (Elbnisch, Lnyski, błędnie Lniński, Liński), Skrzeszewski (Skryszewski, Skrzezewski, Skrzyszewski, Skrzyszowski, Szkrziesziewski), także z przydomkiem Sultzen (Sulczen).
Istniała inna rodzina Lniskich, osiadła w ziemi chełmińskiej, posługująca się być może herbem Lniski. Lniscy wylegitymowali się w Królestwie Polskim z herbem Ostoja bez odmian.